# Camponotus valdeziae
Camponotus valdeziae é uma espécie de inseto do gênero Camponotus, pertencente à família Formicidae.